# Рішення суду
Рішення суду — процесуальний документ, яким розгляд справи закінчується по суті.
Рішення суду є найважливішим актом правосуддя, актом реалізації судової влади.
Рішенням суду розв'язується матеріально-правовий спір між сторонами, підтверджується наявність або відсутність певних фактів, ним захищаються порушені, невизнані або оспорювані права, свободи та інтереси учасників справи. Тобто, рішення суду перетворює спірні відносини сторін на безспірні.

## В Україні
Ухваленням рішення в Україні закінчується розгляд цивільних і господарських справ. Крім того, рішення видає Конституційний Суд України.
Рішення ухвалюються іменем України і є обов'язковими до виконання на всій території України.
Рішення судів загальної юрисдикції можна поділити за наступними критеріями:
1. за процесуальною метою:
  1. про присудження;
  2. про визнання;
  3. перетворювальні (конститутивні);
2. залежно від інстанції:
  1. рішення суду першої інстанції;
  2. рішення апеляційної інстанції;
  3. рішення касаційної інстанції;
3. за суб'єктним складом суду:
  1. ухвалені професійним суддею одноособово;
  2. ухвалені колегією професійних суддів;[2]
  3. ухвалені за участі народних засідателів;
  4. ухвалені на підставі висновку журі присяжних.

Окремими видами рішень суду є додаткове і заочне рішення.
Додаткове рішення суду ухвалюється в разі нерозв'язання в основному рішенні окремих вимог, щодо яких розглядалася справа.
Законодавець також передбачає наявність заочного рішення, тобто такого, яке ухвалюється за відсутності відповідача — у разі, якщо немає відомостей про причину його неявки, або така причина визнана судом неповажною.
У разі незрозумілості рішення, воно може бути роз'яснено судом.
Що стосується рішень Конституційного Суду, то в них викладається:
- результат тлумачення Конституції України;
- припис щодо конституційності або неконституційності (повної або часткової) законів та інших правових актів Верховної Ради України, актів Президента України, актів Кабінету Міністрів України, правових актів Верховної Ради Автономної Республіки Крим.

Третейські суди також приймають рішення за результатами третейського розгляду справ, проте не роблять цього іменем України.